# Église catholique en Côte d'Ivoire
L'Église catholique en Côte d'Ivoire désigne l'ensemble des catholiques de Côte d'Ivoire. Elle est organisée autour de la Conférence des évêques catholiques de Côte d'Ivoire.

## Organisation territoriale

### Province ecclésiastique d'Abidjan
- Archidiocèse d'Abidjan
  - Diocèse d'Agboville
  - Diocèse de Grand-Bassam
  - Diocèse de Yopougon

### Province ecclésiastique de Bouaké
- Archidiocèse de Bouaké
  - Diocèse d'Abengourou
  - Diocèse de Bondoukou
  - Diocèse de Yamoussoukro

### Province ecclésiastique de Gagnoa
- Archidiocèse de Gagnoa
  - Diocèse de Daloa
  - Diocèse de Man
  - Diocèse de San Pedro-en-Côte d'Ivoire

### Province ecclésiastique de Korhogo
- Archidiocèse de Korhogo
  - Diocèse de Katiola
  - Diocèse de Odienné